# 北海道警察旭川方面本部
北海道警察旭川方面本部（ほっかいどうけいさつあさひかわほうめんほんぶ、英語：Hokkaido Asahikawa Area Police Headquarters ）は、北海道警察の方面本部の一つである。
北海道の北部に位置する上川地方（かみかわ）・留萌地方（るもい）および宗谷地方（そうや）の全域と空知地方（そらち）の北部（深川市および雨竜郡）を管轄し、北海道旭川方面公安委員会の管理に服する。
公安委員会の下に本部を置く方式は都道府県警察と同様で、方面本部長の階級は警視長である。

## 所在地
【総合庁舎】- 北海道旭川市1条通25丁目487番地6
- 所在機関
  - 北海道旭川方面公安委員会
  - 北海道旭川方面旭川東警察署
  - 警察庁北海道情報通信部旭川方面情報通信部

【住吉庁舎】- 北海道旭川市7条1丁目3番地1
- 所在機関
  - 北海道警察旭川方面本部交通課交通機動隊本部

旭川中央警察署の庁舎内や旭川市内に分散している方面本部の一部機能を集約するために、現：総合庁舎の北側に分庁舎を整備して2028年度（令和10年度）の完成をめざしている。

## 沿革
北海道開拓は、明治政府の開拓使により函館・札幌・根室を皮切りに始まった。当初は警察組織自体が存在せず、その後も開拓の度合いにより地域において警察署および分署の設置が行われて、その過程で方面本部という組織が設置された。
現在の旭川方面管内においては、三県一局時代の下の札幌県で1882年（明治15年）3月に置かれた増毛警察署（増毛郡増毛村／現：増毛町）が最古と思われる。また、旭川においては内務省の指揮監督に属した北海道庁警察部で1891年（明治24年）3月に置かれた札幌警察署旭川分署が最古と思われる。
- 1947年（昭和22年）12月　国家地方警察北海道本部旭川方面本部を設置
  - 函館・倶知安・苫小牧・札幌・旭川・帯広・釧路・北見・稚内の9か所
  - 旧警察法施行前ではあったが、敗戦後の連合国軍最高指令官総司令部（GHQ）の意向が明白につき実施
- 1948年（昭和23年）3月　旧警察法の施行により国家地方警察および自治体警察が発足。方面本部も存置
- 1948年（昭和23年）6月　国家地方警察北海道方面本部設置規程の制定により、方面本部を5か所に再編
  - 函館・札幌・旭川・釧路・北見
- 1949年（昭和24年）1月　国家地方警察北海道本部を廃止、各方面本部を各府県本部と同格化
- 1954年（昭和29年）7月　警察法の施行により「北海道警察旭川方面本部」に改称
- 2010年（平成22年）4月　旭川機動警察隊[6]を設置
- 2020年（令和2年）4月　方面本部内各係の機能強化のための組織改編に伴い、旭川機動警察隊を廃止[7]

## 組織
- 参事官
- 理事官
- 総務官
- 運転免許管理官
- 警務課
  - 留置管理官
- 会計課 - 次席
  - 監査室（室長 - 事務職員）
- 生活安全課 - 次席
  - 少年サポートセンター（所長 - 同課次席）
- 地域課 - 次席 - 小隊長 - 分隊長
  - 通信指令室
  - 鉄道警察隊（隊本部：JR旭川駅構内／旭川市）（隊長 - 同課次席）
  - 旭川方面山岳遭難救助隊（隊長：地域課長）[11]
- 捜査課 - 次席
  - 検視官
- 鑑識課 - 次席
  - 科学捜査研究室（室長 - 技術職員） - （副室長 - 技術職員）
- 交通課 - 次席 - 中隊長 - 小隊長 - 分隊長
  - 交通反則通告センター（所長 - 同課課長）
  - 交通管制センター（所長 - 技術職員）
  - 旭川運転免許試験場（旭川市）
  - 交通機動隊（隊長 - 同課次席）
  - 高速道路交通警察隊[12]（隊長 - 同課次席）
    - 本隊（旭川市／NEXCO東日本北海道支社旭川管理事務所敷地内）
    - 和寒分駐所（上川郡和寒町）
    - 上川分駐所（上川郡上川町）
    - 沼田分駐所（雨竜郡沼田町）
- 警備課 - 次席
- 監察官室 - 監察官
- 北海道警察学校旭川方面分校（校舎／旭川市）

## 管轄する警察署
11警察署
- 旭川中央警察署（大規模署）
- 旭川東警察署
- 士別警察署
- 名寄警察署
- 枝幸警察署
- 稚内警察署
- 富良野警察署
- 深川警察署
- 留萌警察署
- 羽幌警察署
- 天塩警察署

## 主な出来事
- 1977年（昭和52年）3月8日 - 北海道警察旭川方面本部、旭川署合同庁舎の死体安置所が爆破される[13]。